# 伦道夫·莱西特
伦道夫·莱西特（英語：Randolph Lycett，1886年8月27日—1935年2月9日），英国男子网球运动员。他曾获得澳大利亚网球公开赛男子双打冠军、温布尔登网球锦标赛男子双打冠军、混合双打冠军。